# 工藤詠世
工藤 詠世（くどう えいせい、 1994年10月6日 - ） は、宮城県出身の日本のドラマー、ギタリスト、ベーシスト、作曲家、サウンドデザイナーである。
現在は、ゲームサウンドを中心に制作を行う株式会社ノイジークロークの第1制作部に所属している。サムスンシンバル エンドーサー。
ドラマーの工藤世丞は弟。

## 経歴
宮城県仙台市出身。1歳の頃、父親のバンドが練習していた折に、暇つぶしとしてスティックを与えられたのが、ドラムを始めたきっかけとされている。2001年5月19日に日本テレビの『1億人の大質問!?笑ってコラえて!』に当時6歳で出演。当時のコーナー「日本列島幼稚園の旅」に「天才園児ドラマー」として特集された。その際も父親のバンドで、ドラムを叩いている様子が放送された。
小学校6年生の2006年に、8歳年下の弟・世丞とのツインドラムユニット「EISEI+SEISYO」を結成。最初のライブは、亘理町の「わたりトコトン商人まつり」であった。同年、宮城県の定禅寺ストリートジャズフェスティバルに初出演。以降、毎年出演するようになった。
2008年、中学2年生でゲーム会社SEGAの光吉猛修がボーカル＆ベースを担当するSEGA Sound Unit H.に参加し、後に公式ドラマーとなる。当時、仙台市立山田中学校に在学していた。
2011年10月21日NHKの「ぶらバン2011〜定禅寺ストリートジャズフェスティバル〜」に出演し、住吉美紀、小曽根真と共演。この番組で、小曽根真のバンドでジャズドラムを披露した。
同年、SEGA Sound Unit H.の10周年を記念したファーストアルバム『SEGA Sound Unit [H.] 1st Album』のレコーディングに参加し、CDも発売。2012年、EISEI+SEISYOの「BonJovi Medley」にて初のギターを披露した。この年の時点でH.の「公式ドラマー」とアナウンスされている。
2013年、「せがた三四郎劇場feat.藤岡弘、＆セガサウンドユニット[H.] 〜真面目に遊ばぬ奴らに喝！〜」にて、藤岡弘、と能登有沙と共演。「セガサターン、シロ！」などの「セガサターンヒット曲メドレー」や、「猫日和。」などをH.のドラムで演奏した。同年ZeepTokyoの「Japan Game Music Festival 2013」にH.のドラマーとして出演。この時のH.の曲「未来へと続く空」にてプロギタリストである瀬上純とも共演した。2014年8月には渋谷GUILTYでおこなわれた瀬上純のバースデーライブ「 J-ROXX NiGHT Vol.3」にて「EISEI+SEISYO」として出演。
大学3年生時にサムスンシンバルのエンドーサーとなる。
同年4月3日に株式会社ノイジークロークに入社。2017年、第1制作部サウンドデザイナーに所属し、ゲームの効果音や作曲、編曲など行っている。同社で結成される新たなバンドユニットに加入する予定で、このユニットが2018年1月の「JAPAN Game Music Festival II:Re」に出演することが2017年9月に発表された。新たなバンドユニットの名前は「騒然のカワズ」である。
2020年、アクションRPG『ドラゴンボールZ KAKAROT』の作曲・編曲・ジングル・効果音・サウンド実装や、『ポケモン不思議のダンジョン 救助隊DX』の効果音、TVアニメ『文豪とアルケミスト 〜審判ノ歯車〜』の主題歌、浦島坂田船「グッド・バイ」のドラムを担当している。弟・工藤世丞と共にベーシストのBubby Lewisとのジャムセッションをした。
応援&リズムゲーム『ブラックスター -Theater Starless-』の1stアルバム『BLACKSTAR』に「華麗なる誘惑」が収録されており、9月7日付オリコンデイリーアルバムランキング初登場1位を獲得した。

## 所属バンド
- EISEI+SEISYO (左側のドラム、ギター)
- SEGA Sound Unit [H.] (ドラム)
- スーパーシューズ (ベース)
- 騒然のカワズ

## 代表作・担当作品
※出典はノイジークロークウェブサイトによる。
- ポケモン不思議のダンジョン 救助隊DX (効果音)
- ドラゴンボールZ KAKAROT (ジングル・効果音・サウンド実装)
- 真・女神転生III NOCTURNE HD REMASTER (サウンドデザイナー)
- ブラックスター -Theater Starless- (作曲・編曲)
- BLACKSTAR	(作曲・編曲（M9）)
- THE IDOLM@STER MILLION LIVE! ZWEIGLANZ アライアンス・スターダスト (カホン/シェイカー)
- TVアニメ「文豪とアルケミスト ～審判ノ歯車～」劇伴音樂集 (ドラム（DISC2-M23）)
- 星鳴エコーズ (ジングル・効果音・サウンド実装)
- CRASH FEVER Worldwide Original Soundtrack (作曲・編曲)
- MONKEY KING ヒーロー・イズ・バック (効果音・サウンド実装)
- AI : ソムニウム ファイル (効果音)
- ブラックスター -Theater Starless- (作曲・編曲)
- Alice Closet (効果音)
- エイタンGO! (効果音)
- アスレチックVR PAC-MAN CHALLENGE (効果音)
- VR転スラ~ヴェルドラとの出会い~ (効果音・サウンド実装)
- ARTILIFE (効果音)
- LITTLE ERIEND -DOGS & CATS- (効果音)
- アストメモリア-Ast Memoria- (効果音)
- テクテクテクテク(効果音/ジングル)
- 冒険川下りVR ラピッドリバー (ボイス調整)
- ブラッククローバー カルテットナイツ (効果音)
- NARUTO TO BORUTO シノビストライカー (ボイス編集)
- デジモンリアライズ (効果音)
- WonderBlocks (効果音)
- メガスマッシュ (効果音 ※一部)
- 二ノ国 II レヴァナントキングダム (効果音 ※一部)
- 雀シティ (効果音)
- LibraryCross∞ (効果音)
- きららファンタジア (効果音)
- Bloodstained: Ritual of the Night (ボイス編集)
- めしクエ (ボイス収録・編集)
- ミトラスフィア -MITRASPHERE-(ボイス編集)
- VALHALLA FRONT ～Punishment Dayz～ (効果音)
- 釣りVR GIJIESTA (ボイス編集)
- 消滅都市2 (ボイス編集)
- ぼくとドラゴン (効果音)
- 刻のイシュタリア (効果音)

## CD・配信
- 「SEGA Sound Unit [H.] 1st Album」(2011)
- 「Burning Hearts 〜炎のANGEL〜」 (maimai)
- 「Hark」(CRASH FEVER Worldwide Original Soundtrack[15] より) (2019)
- 「華麗なる誘惑」(BLACKSTAR 『ブラックスター -Theater Starless-』より)[16]
- 「Shine My Way」(カホン/シェイカー担当)(THE IDOLM@STER MILLION LIVE! ZWEIGLANZ アライアンス・スターダスト より)[17]